# Neodipara
Neodipara Erdös, 1955, è l'unico genere di insetti della sottofamiglia Neodiparinae Bouček, 1961, famiglia degli Pteromalidi (Hymenoptera: Chalcidoidea). Comprende tre sole specie presumibilmente parassitoidi, ma di cui non si conoscono gli ospiti e la biologia.

## Sistematica
Le tre specie del genere Neodipara sono le seguenti:
- Neodipara hispanica
- Neodipara masneri
- Neodipara perbella